# Max Pagès
Pour les articles homonymes, voir Pagès.
Max Pagès, né le 26 janvier 1926 à Constantinople et mort le 25 mai 2018 à Poissy, est un psychosociologue et professeur d'université français.

## Biographie
Max Pagès fait des études de psychologie à la Sorbonne et à l'INOP, fortement axée sur la psychologie expérimentale et la psychométrie. Il part aux États-Unis où il va découvrir la psychologie sociale avec Kurt Lewin, Wilhem Reich et Carl Rogers. À son retour en France, il enseigne à l’université de Rennes, puis de Paris. Il soutient une thèse de doctorat d'État intitulée La vie affective des groupes : esquisse d'une théorie de la relation humaine en 1967 à la faculté des lettres de Paris. Il est professeur à l'université Paris-Dauphine de 1968 à 1980, puis à l'université Paris-Diderot à partir de 1980.

### Recherches
Max Pagès préconise l'approche dialogique, c'est-à-dire l'association du biologique, du psychisme et du social pour cerner un individu. Proche de la pensée complexe d'Edgard Morin, il diffuse les idées de nombreux sociologues qui l'ont précédé.
Il s'applique à lui-même cette démarche en racontant d'abord l'histoire de sa famille sur plusieurs générations. L'interaction des phénomènes psychiques et sociaux qui nous ont précédé conduit à la construction de notre personnalité (influence du psychisme, du social et du biologique).
Il cherche à théoriser le groupe en s'appuyant sur les travaux de Lewin. Il fonde en 1958 l’ARIP (Association de recherche et d’intervention psychosociologique) avec Guy Palmade.
Selon lui, la méthode des groupes est restée empirique et il cherche à la théoriser : il vise à édifier une théorie générale des groupes, fondée sur le concept de relation, conçue comme l'expérience affective de la découverte d'autrui, faite collectivement dans la rencontre présente avec d'autres hommes.
Il crée le « psychodrame émotionnel » qui intègre les idées de Moreno et Reich.
Il considère le groupe comme lieu privilégié de la communication. Ainsi, il entreprend la mise en place d'un projet d'établissement, organise des séminaires réunissant une vingtaine de cadres volontaires de tous services et fonctions, d'une durée de quatre heures, coupée par un repas. On distingue trois phases dans ce séminaire :
1. présentation des objectifs et de chacun ;
2. petit groupe de 6/7 personnes pour répondre à comment je vis mon travail ? Quelles suggestions je souhaite faire ?
3. Présentation des synthèses de chaque groupe et discussion et synthèse écrite qui circulent dans le service.

Il entreprend une libéralisation de la parole. Un règlement des problèmes anonyme qui débouche sur des solutions concrètes. « C'est parce que s'est développée la possibilité de dire et d'entendre les souffrances et les sentiments au travail que le rôle et les méthodes de travail ont commencé à évoluer. »
Il fonde en 1983 un groupe de recherche sur « La complexité clinique », composé de psychothérapeutes, psychanalystes et psychologues, notamment Alain Amselek, Jacqueline Barus-Michel, Jacques Digneton, Jean-Michel Fourcade.

## Publications
- L’orientation non directive en psychothérapie et en psychologie sociale, Dunod, 1965, réédition Art cru éditeur, 2005
- La vie affective des groupes, Dunod, coll. « Organisation et sciences humaines », 1968  (ISBN 2100039954)
- Le travail amoureux. Éloge de l'incertitude, Dunod, 1977
- L'emprise de l'organisation, en collaboration avec M. Bonetti, V. de Gaulejac, D. Descendre, PUF, 1979  (ISBN 2-13-037157-4)
- Trace ou sens : le système émotionnel, L'Harmattan, coll. « Hommes et Groupes », 1992  (ISBN 2-86984-006-3)
- Psychothérapie et complexité, Desclée de Brouwer, coll. « Hommes et Perspectives/ EPI », 1993
- avec Didier Van Den Hove, Le travail d'exister. Roman épistémologique, Desclée de Brouwer, 1996
- Le phénomène révolutionnaire : une régression créatrice, Desclée de Brouwer, coll. « Provocation », 1998
- (coll.) La violence politique, Érès, coll. « Sociologie clinique », 2003  (ISBN 2-7492-0118-7)
- L'implication dans les sciences humaines : une clinique de la complexité, L'Harmattan, coll. « Cognition et Formation », 2006  (ISBN 2-296-01824-6)